# Pierre Chosson
 (avril 2017).
Si vous disposez d'ouvrages ou d'articles de référence ou si vous connaissez des sites web de qualité traitant du thème abordé ici, merci de compléter l'article en donnant les références utiles à sa vérifiabilité et en les liant à la section « Notes et références ».
Pierre Chosson, né le 1er aout 1959, est  un scénariste, réalisateur et dialoguiste français connu pour La Vie rêvée des anges
Il est membre du collectif 50/50 qui a pour but de promouvoir l’égalité des femmes et des hommes et la diversité dans le cinéma et l’audiovisuel,.

## Filmographie

### Réalisateur
- 1992 : La Saisie[3] (court-métrage)
- 1994 : Au revoir par la fenêtre[4] (court-métrage)
- 1996 : Caravane[5] (court-métrage)
- 2001 : L’Alaska, ça serait mieux[6] (court-métrage)
- 2003 : Malika[7] (moyen-métrage)
- 2010 : Te Recuerdo[8] (court-métrage)

### Scénariste

#### Cinéma
- 1994 : Les Faussaires de Frédéric Blum[9]
- 1998 : La Vie rêvée des anges d'Erik Zonka[10]
- 1999 : Un possible amour [11]de Christophe Lamotte
- 2007 : Sempre vivu ! de Robin Renucci
- 2007 : Les Yeux bandés de Thomas Lilti
- 2007 : Dans les cordes[12] de Magaly Richard-Serrano
- 2008 : Les Liens du sang [13]de Jacques Maillot
- 2012 : La Mer à boire de Jacques Maillot
- 2014 : Hippocrate[14] de Thomas Lilti
- 2015 : Disparue en hiver[15] de Christophe Lamotte
- 2019 : L'Âcre parfum des immortelles[16] de Jean-Pierre Thorn

#### Télévision
- 2001 : Dérives de Christophe Lamotte (téléfilm)
- 2002 : Froid comme l'été de Jacques Maillot (téléfilm)
- 2006 : Ravages de Christophe Lamotte (téléfilm)
- 2009 : Un singe sur le dos de Jacques Maillot (téléfilm)
- 2016 : Tuer un homme d'Isabelle Czajka (téléfilm)

## Récompenses
En 2004, lors du Festival du cinéma de Brive, il a reçu une mention du jury pour le film Malika.
En 2015 il est nommé pour le César du meilleur scénario original et pour le Prix Lumières du meilleur scénario pour le film Hippocrate.